# Paratorchus hermes
Paratorchus hermes – gatunek chrząszczy z rodziny kusakowatych i podrodziny Osoriinae.
Gatunek ten opisany został w 1982 roku przez H. Pauline McColl jako Paratrochus hermes. W 1984 roku ta sama autorka zmieniła nazwę rodzaju na Paratorchus, w związku z wcześniejszym użyciem poprzedniej nazwy dla rodzaju mięczaków.
Chrząszcz o walcowatym ciele długości od 3 do 4 mm, barwy brązowawoczarnej z żółtawobrązowymi odnóżami i czułkami. Wierzch ciała ma umiarkowanie głęboko punktowany oraz gęsto i długo owłosiony. Długość szczecinek jest większa niż odległości między nimi. Owalne oczy złożone buduje około 6 omatidiów. Przedplecze ma od 0,65 do 0,7 mm długości i grube punktowanie. Środek przedplecza jest szerszy niż jego tył. Pokrywy charakteryzują zaokrąglone, rozwarte kąty ramieniowe. Odwłok ma dziewiąty tergit niezbyt silnie wydłużony ku tyłowi w dwa długie, spiczaste, zakrzywione do wewnątrz wyrostki tylne. U samca narząd kopulacyjny ma 0,3 mm długości i szeroki, tęgi, prosty, dłuższy od części rurkowatej wyrostek boczny. Samicę cechuje znacznie dłuższa niż szersza spermateka.
Owad endemiczny dla Nowej Zelandii, znany z regionu Taranaki i dystryktu Waganui na Wyspie Północnej oraz dystryktu Buller na Wyspie Południowej. Spotykany jest w ściółce, na wysokości od 15 do 260 m n.p.m.